# NGC 4445
NGC 4445 (другие обозначения — IC 793, UGC 7587, MCG 2.32.72, ZWG 70.104, VCC 1086, PGC 40987) — галактика в созвездии Дева.
Этот объект входит в число перечисленных в оригинальной редакции «Нового общего каталога».